# Saberes Digitales
La teoría de los saberes digitales es una propuesta que busca explicar cómo los individuos adquieren y utilizan los conocimientos necesarios para interactuar de manera efectiva en un entorno digital. Los saberes digitales se definen como un marco teórico propuesto por los investigadores Miguel Ángel Casillas y Alberto Ramírez Martinell, con el objetivo de estudiar de forma estructurada e independiente del software y hardware específicos utilizados, los conocimientos y habilidades necesarios que los usuarios de sistemas digitales deben poseer para interactuar de manera efectiva con las Tecnologías de la Información y Comunicación (TIC).

### Introducción
La teoría de los saberes digitales, una nueva perspectiva sobre la alfabetización digital, se enfoca en el manejo del código digital como una habilidad necesaria para la interpretación y navegación efectiva dentro del ecosistema de información en línea. Esta teoría propone la utilización de los conceptos de capital tecnológico y hábitus digital, basados en el marco teórico de Bourdieu sobre el capital cultural, para entender las características, posturas y acciones de los individuos en relación a la tecnología digital. A través de esta perspectiva, se busca comprender cómo los saberes digitales se desarrollan y se relacionan con otros tipos de capital cultural, y cómo estos saberes influyen en la forma en que las personas interactúan con las Tecnologías de la Información y la Comunicación (TIC) en diferentes contextos sociales y culturales.
Esta teoría se basa en la idea de que los saberes digitales son un conjunto de habilidades y competencias que permiten a las personas desenvolverse en el mundo digital. Estos saberes incluyen tanto el conocimiento técnico necesario para utilizar dispositivos y herramientas digitales, como las habilidades sociales y cognitivas que permiten una comunicación efectiva en línea y la capacidad para evaluar, seleccionar y utilizar información digital de manera crítica y ética. Según esta teoría, los saberes digitales se adquieren a través de un proceso continuo de aprendizaje, que se inicia en la infancia y se extiende a lo largo de toda la vida. Este proceso implica la adquisición de conocimientos formales, como el aprendizaje en el aula, pero también la exploración y el aprendizaje autónomo en línea.
El manejo de la información se ha vuelto cada vez más importante para satisfacer las necesidades humanas, desde las necesidades básicas de supervivencia hasta las necesidades de desarrollo personal y profesional, y la participación en la sociedad. Las reglas para satisfacer estas necesidades están disponibles en textos escritos, y el manejo de la información es la habilidad necesaria para acceder y utilizar esta información, así como para interactuar con los demás en línea. Sin embargo, la sobresaturación informativa ha aumentado significativamente, lo que ha llevado a deficiencias en la alfabetización digital. Es importante reconocer la necesidad de buscar y evaluar la calidad de la información, así como de recuperarla y vincularla adecuadamente. Además, es fundamental comprender el uso ético de la información en el contexto de la ciudadanía digital, lo que incluye consideraciones legales, sociales y culturales en el uso de la información en línea.

### Rubros de los Saberes Digitales
Los saberes digitales son diez, los cuales están organizados en cuatro rubros:
1. Manejo de sistemas digitales
  - Saber usar dispositivos
  - Saber administrar archivos
  - Saber usar programas y sistemas de información especializados
2. Manipulación de contenido digital
  - Saber crear y manipular contenido de texto y texto enriquecido
  - Saber crear y manipular conjuntos de datos
  - Saber crear y manipular medios y multimedia
3. Comunicación y socialización en entornos digitales
  - Saber comunicarse en entornos digitales
  - Saber socializar y colaborar en entornos digitales
4. Manejo de Información
  - Saber ejercer y respetar una ciudadanía digital
  - Literacidad digital

### Hábitus digital
El hábitus digital abarca el conjunto de habilidades y prácticas que los individuos adquieren dentro de la cultura digital. Por un lado, el hábitus digital estructura el comportamiento en el entorno virtual y permite su reconocimiento, lo que incluye habilidades como trabajar, comunicarse, interactuar y navegar en ambientes virtuales. Por otro lado, también incluye habilidades como buscar, discriminar, proteger, salvaguardar y reconocer los derechos de autor en el ámbito digital. El hábitus, como configuración de la estructura de la cultura digital, abarca tanto la dimensión actitudinal como comportamental en la red, lo que se ha denominado como literacidad digital. Gracias a esta teoría, es posible observar y evaluar las habilidades digitales de los individuos.

### Capital tecnológico
La teoría de los saberes digitales se basa en la sociología y representa una nueva concepción del capital cultural de Bourdieu, denominado como capital tecnológico. Este sugiere que las diferencias en las habilidades tecnológicas y literacidad digital de las personas están relacionadas con sus condiciones de vida, contextos sociales y experiencias educativas previas, lo que muestra una realidad heterogénea y multicultural. Asimismo, se plantea que la cultura de las personas es fundamental para determinar los saberes digitales necesarios que deben ser desarrollados, tomando en cuenta las características individuales de cada persona. De esta manera, se podría identificar de manera más precisa los saberes tecnológicos específicos que deben ser adquiridos por cada individuo en particular.